# Antonio Seminario

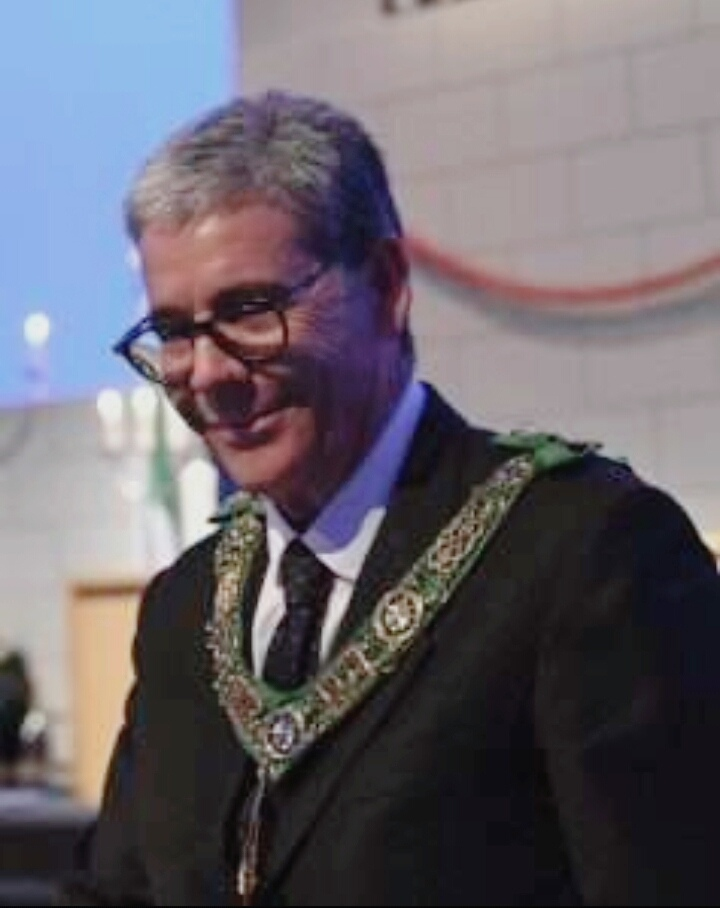
Antonio Seminario, Gran Loggia, Rimini 2024.

Antonio Seminario (Crosia, 5 febbraio 1958) è un imprenditore italiano, è stato Gran maestro del Grande Oriente d'Italia.

## Biografia
È nato a Crosia in provincia di Cosenza nel 1958. Dopo gli studi in economia presso l'Università di Salerno, senza concluderli, si è dedicato all’attività imprenditoriale e commerciale di aziende operanti nel settore energetico. È stato iniziato in Massoneria nel 1986 e ha successivamente fondato la loggia corigliano-rossanese “Francesco Galasso”, di cui è stato maestro venerabile. È stato Grande Ufficiale, Presidente del Collegio Circoscrizionale della Calabria,  Primo Gran Sorvegliante nella Giunta del Grande Oriente d’Italia dal 2014 al 2019, e Gran Maestro aggiunto nel quinquennio successivo, rappresentando così il naturale successore di Stefano Bisi. Appartiene al Rito Scozzese Antico ed Accettato, insignito del 33º grado, ed è membro attivo del Supremo Consiglio.
È stato il secondo calabrese a sedere al vertice del Grande Oriente d'Italia dopo l'avvocato, politico e patriota risorgimentale Francesco De Luca che ne fu alla guida dal 1864 al 1867.

## Elezione contestata
La sua elezione è contestata ed è "sub judice".
Un'ordinanza cautelare della sedicesima sezione del tribunale civile di Roma in data 25 ottobre 2024 sospende l'efficacia
A) delle delibere adottate dalla Commissione Elettorale Nazionale statuenti sui criteri per l’annullamento delle schede votate e sull’attribuzione della cifra elettorale per le liste impegnate nella consultazione elettorale indetta per l’elezione del Gran Maestro del Grande Oriente d'Italia per il quinquennio 2024-2029;
B) dell’atto di proclamazione del nuovo Gran Maestro nella persona di Antonio Seminario, adottato dal Gran Maestro Stefano Bisi in data 06/04/2024 nonché del decreto di insediamento a Gran Maestro di Antonio Seminario e dei Grandi Dignitari Sandro Cosmai, Giuseppe Trumbatore, Sergio Monticone, Raffaele Sechi, Marco Vignoni ed Andrea Mazzotta e del Gran Segretario Emanuele Melani del 6/9 aprile 2024. 
Vista l'ordinanza cautelare del 28 ottobre 2024, che  ha sospeso la proclamazione del Gran Maestro, il 5 dicembre 2024 il Tribunale di Roma ha nominato un curatore speciale per il Grande Oriente d'Italia ai soli fini della costituzione in quel giudizio.La sua elezione è stata per finire annullata dalla Gran Loggia il 4 aprile 2025.